# Гацонис, Константин
Константи́н Ахилле́ос Гацо́нис (греч. Κωνσταντίνος (Κώστας) Αχιλλέως Γκατσώνης, англ. Constantine Achilleos Gatsonis; род. дер. Веланидиа, Козани, Западная Македония, Греция) — греко-американский биостатистик, профессор, основатель и глава департамента биостатистики Брауновского университета. Один из ведущих в мире специалистов в области оценки диагностических и скрининговых тестов. Внёс значительный вклад в разработку методов оценки медицинских технологий и услуг, и результатов исследований. Основатель и директор Центра статистических наук Школы здравоохранения Брауновского университета, учредитель и главный редактор научного журнала «Health Services and Outcomes Research Methodology» (Springer). Член общества Phi Beta Kappa (1976), фелло профессиональной организации AcademyHealth (1997), Американской статистической ассоциации (1998), член Института математической статистики, Международного биометрического общества, Радиологического общества Северной Америки и др.

## Биография

### Образование
Окончил среднюю школу в Греции. Получив стипендию, иммигрировал в США.
Принстонский университет (бакалавр математики, 1976), Корнеллский университет (магистр математики, 1978; доктор философии в области математической статистики, 1981).

### Карьера
1980—1983: ассистент-профессор департамента статистики Ратгерского университета.
1983—1988: ассистент-профессор департамента математики и статистики Массачусетского университета в Амхерсте.
1986—1988: приглашённый ассистент-профессор департамента статистики Университета Карнеги — Меллона.
Ассистент-профессор (1988—1993) и ассоциированный профессор (1993—1994) департамента биостатистики Гарвардской школы здравоохранения и департамента политики в области здравоохранения Гарвардской медицинской школы.
Штатный ассоциированный профессор (1995—1999) и профессор (1999—2011) департаментов здравоохранения и прикладной математики Брауновского университета.
1995—н. в.: директор Центра статистических наук Брауновского университета.
2006—2011: глава отдела биостатистики департамента здравоохранения Брауновского университета.
2011—2017: глава департамента биостатистики Брауновского университета.
2011—н. в.: профессор департамента биостатистики Брауновского университета.
2016—н. в.: консультант по статистике «Медицинского журнала Новой Англии».
Помощник редактора научных журналов «The Annals of Applied Statistics», «Clinical Trials» и «Academic Radiology», редактор «Diagnostic Test Accuracy Reviews».